# 미야가와촌 (기후현)
미야가와촌(일본어: 宮川村)은 일본 기후현 요시키군에 설치되었던 촌이다. 2004년에 요시키군의 4정촌에서 합병해 히다시가 되었다.

## 지리
기후현 북부, 히다고지 북부에 위치했다.마을 중앙을 남북으로 흐르는 미야강(宮川)이 마을 이름의 유래이다. 동서는 산지이며, 취락은 강변의 하안단구상에 형성되어 있다. 마을 남부의 미야카와 유로를 따라 아토즈가와 단층이 통과하고 있으며, 단층상에 위치한 니코이 고원에는 이케가하라 습원이 있다.

## 역사
- 1956년 9월 30일 - 사카카미촌, 사카시모촌이 합병해 성립하였다.
- 2004년 2월 1일 - 가와이촌, 후루카와정, 가미오카정과 합병해 히다시가 성립하였다. 동일 미야가와촌은 폐지되었다.

## 교통

### 철도
- 도카이 여객철도 다카야마 본선

### 도로
- 국도 제360호선
- 국도 제472호선

## 참고 문헌
- 角川日本地名大辞典編纂委員会,『角川日本地名大辞典 21 岐阜県』1980, 角川書店